# Condado de Lenoir
El condado de Lenoir (en inglés: Lenoir County), fundado en 1791, es uno de los 100 condados del estado estadounidense de Carolina del Norte. En el año 2000 tenía una población de 59 648 habitantes con densidad poblacional de 58 personas por km². La sede del condado es Kinston.

## Geografía
Según la Oficina del Censo, el condado tiene un área total de 1041 km² (401,9 mi²), de la cual 1036 km² (400 mi²) es tierra y 3 km² (1,2 mi²) es agua.

### Municipios
El condado se divide en doce municipios: 
Municipio de Contentnea Neck, Municipio de Falling Creek, Municipio de Institute, Municipio de Kinston, Municipio de Moseley Hall, Municipio de Neuse, Municipio de Pink Hill, Municipio de Sand Hill, Municipio de Southwest, Municipio de Trent, Municipio de Vance y Municipio de Woodington.

### Condados adyacentes
- Condado de Greene norte
- Condado de Pitt noreste
- Condado de Craven este
- Condado de Jones sureste
- Condado de Duplin suroeste
- Condado de Wayne oeste

## Demografía
En el 2000 la renta per cápita promedia del condado era de $30 952, y el ingreso promedio para una familia era de $38 815. El ingreso per cápita para el condado era de $16 744. En 2000 los hombres tenían un ingreso per cápita de $28 879 contra $21 536 para las mujeres. Alrededor del 17,10% de la población estaba bajo el umbral de pobreza nacional.

## Lugares

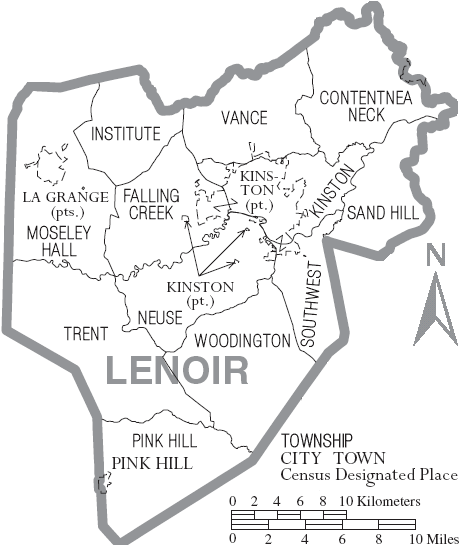
Mapa del Condado de Lenoir en Carolina del Norte con sus municipios

### Ciudades y pueblos
- Grifton
- Jackson Heights
- Kinston
- La Grange
- Pink Hill
- Deep Run